# Parroquia de San Frontis (Zamora)
La parroquia de San Frontis es una parroquia del arciprestazgo de Zamora-ciudad, perteneciente a la diócesis de Zamora.

## Historia
A comienzos del siglo XX, estaban comprendidas dentro de la parroquia las iglesias de San Frontis y el Santo Sepulcro y la ermita de San Atilano. Aparece descrita en La provincia de Zamora: guía geográfica, histórica y estadística de la misma (1905) de Felipe Olmedo y Rodríguez con las siguientes palabras:

Parroquia de San Frontis.—Parte la línea de su demarcación desde el pie de la torre de la Gobierna del Puente Mayor, y siguiendo la margen izquierda del Duero hasta los términos de Carrascal, gira después por los de Tardobispo, Entrala, Morales y Villaralbo, para dar en el Duero, cuyo curso sigue tomando la mitad de los puentes de la línea férrea y Nuevo; comprende luego las aceñas, y viene á terminar en su punto de partida al pie de la torre de la Gobierna del Puente Mayor. Quedan comprendidas en su demarcación, la iglesia del Santo Sepulcro, que es su ayuda de parroquia, y la ermita de San Atilano.
(Olmedo y Rodríguez, 1905, pp. 94-95)

En la actualidad, la parroquia pertenece al arciprestazgo de Zamora-ciudad, integrado dentro de la diócesis de Zamora, y tiene por párrocos a José Ángel Rivera de las Heras y Román Sastre Sastre.